# Riabilitazione penale
La riabilitazione penale, nell'ordinamento giuridico italiano, indica l'attività che consente alla persona condannata, che ha manifestato sicuri segni di ravvedimento, di ottenere l'estinzione degli effetti penali della condanna, e delle pene accessorie (es. interdizione dai pubblici uffici), salvo tuttavia che la legge disponga diversamente: la persona riacquista così le capacità eventualmente perdute.

## Descrizione
L'art. 178 del codice penale italiano statuisce infatti che:
La riabilitazione è annotata sul certificato penale a cura della cancelleria del Giudice che l'ha emessa. Forme speciali di riabilitazione sono poi previste per i minorenni e per i militari.

## Termini di esercizio della riabilitazione penale
Il termine di riferimento decorre dal giorno in cui la pena principale sia stata eseguita o si sia estinta in altro modo. Qualora sia stata concessa la sospensione condizionale della pena, il termine di decorrenza (3, 8 o 10 anni) inizia dallo stesso momento dal quale decorre il termine di sospensione della pena.
Qualora sia stata concessa la sospensione della pena inflitta ed essa non sia superiore ad un anno e sia stato riparato interamente il danno, prima che sia stata pronunciata la sentenza di primo grado, mediante il risarcimento di esso e, quando sia possibile, mediante le restituzioni, nonché qualora il colpevole, entro lo stesso termine e fuori del caso previsto nel caso di delitto impedito, si sia adoperato spontaneamente ed efficacemente per elidere o attenuare le conseguenze dannose o pericolose del reato da lui eliminabili, la riabilitazione è concessa allo scadere del termine di un anno dal verificarsi delle condizioni previste dall'art. 163 del Codice Penale.
La riabilitazione può essere revocata se la persona riabilitata commette un nuovo delitto non colposo entro 7 anni, per il quale sia inflitta la pena della reclusione per un tempo non inferiore a 2 anni, o un'altra pena più grave.

## Esclusione
La riabilitazione non può però essere concessa quando il condannato:
1. sia stato sottoposto a misura di sicurezza, tranne che si tratti di espulsione dello straniero dallo stato ovvero di confisca, e il provvedimento non sia stato revocato
2. non abbia adempiuto le obbligazioni civili derivanti dal reato, salvo che dimostri di trovarsi nell'impossibilità di adempierle.

Tale disposizione normativa può perciò così schematizzarsi ricordando che la persona che, riportata una condanna penale, si trovi nelle seguenti condizioni:
- siano trascorsi almeno 3 anni, 8 anni se vi è stata dichiarazione di recidiva,[4] 10 anni se vi è dichiarazione di delinquenza abituale,[5] o di delinquenza professionale[6], o di delinquenza per tendenza[7] dal momento in cui la pena è estinta, cioè da quando è terminata l'espiazione della pena inflitta con la sentenza per la quale si vuole essere riabilitati (fine pena per il detenuto), o è intervenuto il pagamento della multa/ammenda in caso di condanna a pena pecuniaria, o dalla data del passaggio in giudicato (irrevocabilità) della sentenza in caso di pena sospesa;
- durante il periodo la condotta sia stata buona (non ci devono essere denunce o pendenze in corso);
- devono essere stati risarciti i danni alle parti lese (indipendentemente dalla loro costituzione come parte civile);
- il richiedente non deve essere stato sottoposto a misura di sicurezza (diversa da quelle della espulsione dello straniero dallo stato e della confisca) o la misura di sicurezza deve essere stata revocata e il medesimo richiedente deve aver adempiuto le obbligazioni civili derivanti dal reato (risarcimento del danno), salvo che dimostri di trovarsi nell'impossibilità di adempiere (eventualmente proponendo offerta risarcitoria che fosse rifiutata dalla persona offesa dal reato); devono altresì essere state pagate le spese processuali.

L'interessato che presenta l'istanza ottiene la riabilitazione, sia in relazione alle sole sentenze da esso indicate, sia a tutte le condanne riportate (è comunque possibile la riabilitazione parziale).

## Costi della procedura di riabilitazione
La procedura è esente da spese, bolli e diritti e, come già accennato, ammette anche il patrocinio a spese dello Stato per tutti coloro che possiedano i requisiti reddituali (ovvero un reddito imponibile inferiore a 11369,24 € per il 2014 (da verificare di anno in anno)) e i requisiti soggettivi previsti dalla normativa in materia di spese di giustizia (D.P.R. 30 maggio 2002 n. 115 "Testo unico in materia di spese di giustizia").

Se l'interessato vive con la famiglia, il requisito reddituale si deve verificare sommando i redditi del coniuge e degli altri familiari conviventi. Deve essere sommato anche il reddito dei conviventi non parenti (ad es. convivente more uxorio).

## Nel mondo

### Europa
Come stabilito dal Consiglio d'Europa, "dovrebbe essere perseguita e sviluppata una politica anticrimine volta alla prevenzione del crimine e al reinserimento sociale dei delinquenti".
"Anche la Corte europea dei diritti dell'uomo ha affermato in diverse sentenze che, sebbene la punizione rimanga uno degli obiettivi della reclusione, l'enfasi nella politica penale europea è ora posta sull'obiettivo riabilitativo della reclusione, in particolare verso la fine di una lunga pena detentiva.... Una prospettiva di rilascio è necessaria, perché la dignità umana richiede che vi sia la possibilità per un detenuto di espiare il suo reato e di procedere verso la riabilitazione. Un sistema di revisione è necessario anche perché, nel corso di una pena molto lunga, l'equilibrio tra i motivi di detenzione (punizione, deterrenza, tutela pubblica e riabilitazione) può spostarsi al punto che la detenzione non può più essere giustificata."

#### Norvegia
Il sistema carcerario norvegese si basa sul principio di normalizzazione e si allontana dalla pena retributiva per concentrarsi sulla riabilitazione.

### Regno Unito
Il Rehabilitation of Offenders Act del 1974 del Parlamento del Regno Unito consente che alcune condanne penali vengano ignorate dopo un periodo di riabilitazione.

### Stati Uniti
Lo United States Code stabilisce che i giudici che pronunciano la sentenza devono prendere decisioni in materia di reclusione "riconoscendo che la reclusione non è un mezzo appropriato per promuovere la correzione e la riabilitazione".

## Istruzione

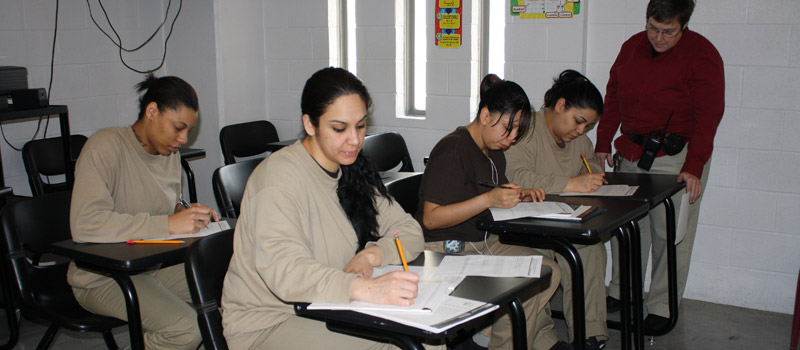
Un corso di formazione per le prigioniere federali negli Stati Uniti

L'istruzione in carcere è qualsiasi attività educativa che si svolge all'interno del carcere come forma di riabilitazione penale. I corsi possono includere programmi di alfabetizzazione di base, programmi di equivalenza della scuola secondaria, formazione professionale e istruzione superiore. Anche altre attività come educazione fisica e programmi di arti e mestieri possono essere considerate una forma di istruzione in carcere. I programmi sono in genere forniti, gestiti e finanziati dal sistema penitenziario, sebbene ai detenuti possa essere richiesto il pagamento per i programmi di formazione a distanza.
Coloro che entrano nei sistemi penitenziari di tutto il mondo hanno, in media, livelli di istruzione inferiori rispetto alla popolazione generale. L'istruzione in carcere spesso mira a rendere i detenuti più occupabili dopo il rilascio. Gestire e frequentare programmi educativi in carcere può essere difficile. La carenza di personale e di budget, la mancanza di risorse didattiche, di connessione internet, di computer e il trasferimento dei detenuti tra strutture diverse rappresentano barriere comuni. I detenuti possono essere riluttanti a partecipare, spesso a causa di precedenti insuccessi formativi o di scarsa motivazione.
I sostenitori affermano che l'istruzione in carcere è un modo efficace per ridurre i tassi di recidiva, il che consente di risparmiare sulle spese di future pene detentive.

## Critica
Alcune critiche ai sistemi riabilitativi riguardano il fatto che possono autorizzare lunghe restrizioni della libertà (per consentire il tempo necessario alla diagnosi e al trattamento) e ampie ipotesi di potere governativo sulla personalità dei trasgressori. Inoltre, le preoccupazioni relative al giusto processo possono essere implicate dalla mancanza delle tradizionali garanzie dei diritti procedurali degli imputati nei processi riabilitativi. Alcuni programmi riabilitativi, come i tribunali per le droghe (drug courts), sono stati anche criticati per aver ampliato la rete del controllo penale, condannando al carcere un numero maggiore di imputati per violazioni dei regimi di trattamento rispetto a quanti sarebbero stati incarcerati in assenza di tali programmi.
I programmi di istruzione in carcere e le altre forme di riabilitazione non sono privi di opposizione. Spesso c'è poca simpatia pubblica per i detenuti e alla questione non viene data priorità politica, poiché potrebbero esserci pochi voti da ottenere dal sostegno di tale iniziativa. Le argomentazioni contro l'istruzione in carcere includono che i detenuti non meritano il diritto di essere istruiti, farlo significa essere "deboli con la criminalità", che sarebbe uno spreco di denaro dei contribuenti e che i detenuti riceverebbero gratuitamente un'istruzione che ai cittadini comuni viene fornita a pagamento.